# 卡利尼夫卡 (沙爾霍羅德區)
48°45′0″N 28°1′35″E / 48.75000°N 28.02639°E
卡利尼夫卡（烏克蘭語：Калинівка），是烏克蘭的村落，位於該國西南部文尼察州，由日梅林卡區負責管轄，面積11.18平方公里，海拔高度250米，2001年人口383，人口密度每平方公里34.26人。